# جون لونش (سياسي أسترالي)
جون لونش (بالإنجليزية: John Lynch)‏ هو سياسي أسترالي، ولد في 2 يونيو 1875، وتوفي في 2 يونيو 1944. حزبياً، نشط في حزب العمال الأسترالي. وقد انتخب عضو الجمعية التشريعية نيو ساوث ويلز عن دائرة Electoral district of Ashburnham ‏ (10 سبتمبر 1907 – 6 نوفمبر 1913).